# Switlana Masij
Switlana Iwaniwna Masij (ukrainisch Світлана Іванівна Мазій; * 30. Januar 1968 in Kiew) ist eine ehemalige ukrainische Ruderin, die bis 1991 für die Sowjetunion antrat.

## Sportliche Karriere
Switlana Masij gewann bei den Junioren-Weltmeisterschaften 1985 die Bronzemedaille mit dem sowjetischen Doppelvierer. 1986 nahm sie an den Weltmeisterschaften in der Erwachsenenklasse teil und belegte mit dem Doppelvierer den sechsten Platz. Bei den Weltmeisterschaften 1987 in Kopenhagen erhielten Switlana Masij, Marina Schukowa, Iryna Kalimbet und Antonina Dumtschewa die Bronzemedaille hinter den Booten aus der DDR und aus Bulgarien. Bei den Olympischen Spielen in Seoul 1988 gewann der Doppelvierer aus der DDR vor Iryna Kalimbet, Switlana Masij, Inna Frolowa und Antonina Dumtschewa. 
1989 fanden die Weltmeisterschaften in Bled statt, Natalia Kwasja, Marja Omeljanowitsch, Switlana Masij und Iryna Kalimbet gewannen die Silbermedaille hinter dem DDR-Doppelvierer. Beim letzten Auftritt der DDR-Ruder-Nationalmannschaft bei den Weltmeisterschaften 1990 in Tasmanien siegte ebenfalls der DDR-Doppelvierer vor dem Boot aus der Sowjetunion mit Jelena Chlopzewa, Switlana Masij, Marja Omeljanowitsch und Sarija Sakirowa.
Switlana Masij kehrte erst 1993 auf die Regattastrecken zurück, nun im ukrainischen Trikot. Bei den Weltmeisterschaften 1993 erreichte sie im Doppelzweier den elften Platz und im Doppelvierer den neunten Platz. 1994 in Indianapolis gewannen die Ukrainerinnen mit Switlana Masij, Dina Miftachutdynowa, Olena Ronschyna und Tetjana Ustjuschanina die Bronzemedaille im Doppelvierer hinter dem deutschen Boot und den Chinesinnen. Nach einem zehnten Platz bei den Weltmeisterschaften 1995 erreichte der ukrainische Doppelvierer bei den Olympischen Spielen 1996 in Atlanta nach einem vierten Platz im Vorlauf und einem Sieg im Hoffnungslauf das A-Finale, drei Sekunden hinter dem deutschen Boot kam es um die Silbermedaille zu einer Zielfotoentscheidung, nach der die Ukrainerinnen zwei Hundertstelsekunden vor den Kanadierinnen die Ziellinie erreicht hatten. Für Inna Frolowa und Switlana Masij war es acht Jahre nach Seoul die zweite olympische Silbermedaille, für Dina Miftachutdynowa und Olena Rontschina war es die erste Olympiamedaille. 
Bei den Weltmeisterschaften 1997 auf dem Lac d’Aiguebelette gewannen die gleichen vier Ruderinnen die Bronzemedaille hinter den Deutschen und den Däninnen. Nach dem siebten Platz 1998 gewann der ukrainische Doppelvierer bei den Weltmeisterschaften 1999 in Kanada in der Besetzung Jana Kramarenko, Switlana Masij, Tetjana Ustjuschanina und Olena Rontschina die Silbermedaille hinter den Deutschen. Bei den Olympischen Spielen belegte der ukrainische Doppelvierer den vierten Platz mit vier Sekunden Rückstand auf die drittplatzierte Crew. 
Nach zwei Jahren Pause erreichte Masij im Doppelzweier zusammen mit Natalija Huba den siebten Platz bei den Weltmeisterschaften 2003. Bei den Olympischen Spielen 2004 erreichten Masij und Huba den sechsten Platz. Nach ihrer vierten Finalteilnahme bei Olympischen Spielen hörte Masij 2004 endgültig mit dem Leistungssport auf.
Die 1,83 m große Switlana Masij ruderte für Spartak Kiew.